# ملقم آلي

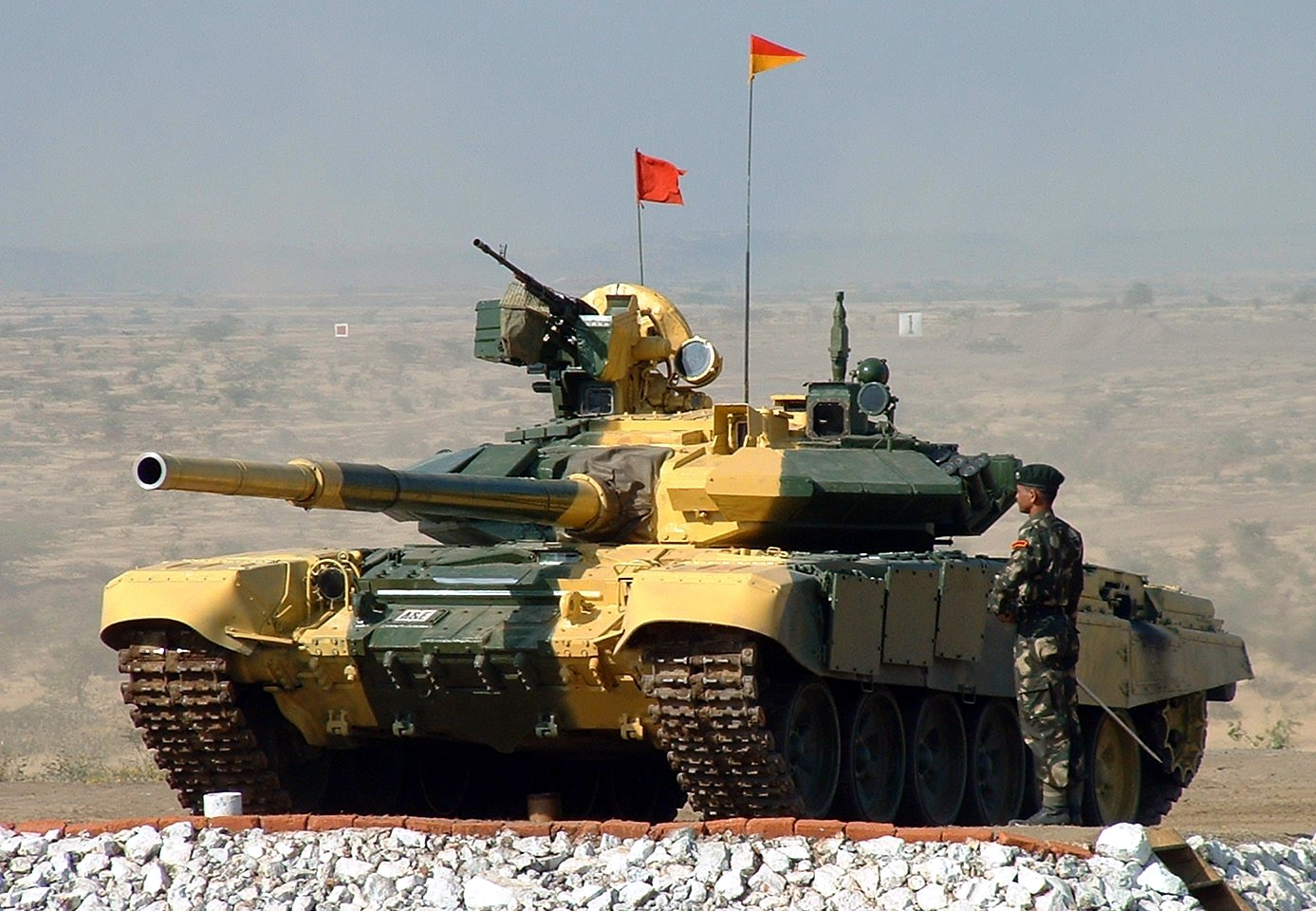
دبابة تي-90 روسية مزودة بنظام تلقيم آلي

الملقم الآلي جهاز ميكانيكي معد لتعبئة المدفع بالذخيرة ميكانيكياً، ويستخدم نظام التلقيم الآلي في قطع المدفعية أو مدافع الدبابات لتعويض مهمة الجندي المكلف بتعمير المدفع بالقذائف بشكل يدوي وهو ما يأخد وقتا طويلا نسبيا ويقلل من كثافة النيران خلال المعركة.
يسهم الملقم الآلي في تسريع وتيرة ضرب النار في الدبابات مما يجعل أداء الدبابة ككل أكثر فعالية ويرفع من كفاءتها القتالية، بالإضافة إلى أن الملقم الآلي يأخذ مكانا أصغر داخل التصميم الهندسي للدبابة ويقلص عدد الجنود داخلها فذلك يسمح بتقليل وزنها ويجعل شكلها العام أقل بروزا على مسرح القتال مما يزيد من قدرتها البقائية وسرعتها.
وقد طور النظام خلال الحرب العالمية الثانية وغالب الدبابات السوفيتية مجهزة به حيث يحل مكان معبئ الذخيرة بينما لا تحوي الدبابات الإمريكية الأبرامز والأنجليزية تشالنجر 2 على ملقم آلي، ويمكن للملقم الآلي الحديث تلقيم مدفع من عيار 125مم بعدد من القذائف يبلغ من 10 إلى 12 قذيفة في الدقيقة.